# Copa do Mundo FIFA de 2018 – Grupo E

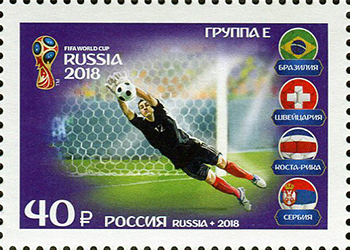
Selo russo de 2018 ilustrando as seleções participantes do Grupo E

O Grupo E da Copa do Mundo FIFA de 2018, a vigésima primeira edição do torneio de futebol organizado pela Federação Internacional de Futebol (FIFA) e que ocorreu na Rússia, reuniu as seleções do Brasil, da Suíça, da Costa Rica e da Sérvia. Seis das doze cidades-sede do torneio abrigaram jogos do grupo. A primeira partida, aconteceu em 17 de junho com a seleção sérvia a ganhar da Costa Rica. Os dois melhores colocados do grupo avançaram as oitavas de final.

## Equipes
| Inscrição            | Equipe     | Confederação | Método de qualificação     | Data de qualificação   | Aparições em Copas | Última participação | Melhor resultado                       | Ranking da FIFA |
| Inscrição            | Equipe     | Confederação | Método de qualificação     | Data de qualificação   | Aparições em Copas | Última participação | Melhor resultado                       | outubro de 2017 |
| -------------------- | ---------- | ------------ | -------------------------- | ---------------------- | ------------------ | ------------------- | -------------------------------------- | --------------- |
| A1 (cabeça-de-chave) | Brasil     | CONMEBOL     | Vencedor da fase única     | 29 de março de 2017    | 21                 | 2014                | Campeão (1958, 1962, 1970, 1994, 2002) | 2º              |
| A2                   | Suíça      | UEFA         | Vencedor da repescagem     | 12 de novembro de 2017 | 11                 | 2014                | Quartas de final (1934, 1938, 1974)    | 11º             |
| A3                   | Costa Rica | CONCACAF     | 2º colocado da quinta fase | 7 de outubro de 2017   | 5                  | 2014                | Quartas de final (2014)                | 22º             |
| A4                   | Sérvia     | UEFA         | Vencedor do grupo D        | 9 de outubro de 2017   | 12[a]              | 2010                | Quarto lugar (1930, 1962)[a]           | 38º             |

Notas
a. ^  Sérvia participou de nove mundiais anteriores como Iugoslávia (1930–1998) e de um como Sérvia e Montenegro (2006).

## Encontros anteriores em Copas do Mundo
- Costa Rica x Sérvia: Nenhum encontro
- Brasil x Suíça:
  - 1950, fase de grupos: Brasil 2–2 Suíça
- Brasil x Costa Rica:
  - 1990, fase de grupos: Brasil 1–0 Costa Rica
  - 2002, fase de grupos: Costa Rica 2–5 Brasil
- Sérvia x Suíça:
  - 1950, fase de grupos: Iugoslávia 3–0 Suíça
- Sérvia x Brasil:
  - 1930, fase de grupos: Iugoslávia 2–1 Brasil
  - 1950, fase de grupos: Brasil 2–0 Iugoslávia
  - 1954, fase de grupos: Brasil 1–1 Iugoslávia
  - 1974, fase de grupos: Brasil 0–0 Iugoslávia
- Suíça x Costa Rica: Nenhum encontro

## Classificação
| Legenda                                                         |
| --------------------------------------------------------------- |
| Primeiro e segundo colocados do grupo avançam para a fase final |

| Pos | Equipe     | Pts | J | V | E | D | GP | GC | SG | Classificado      |
| --- | ---------- | --- | - | - | - | - | -- | -- | -- | ----------------- |
| 1   | Brasil     | 7   | 3 | 2 | 1 | 0 | 5  | 1  | +4 | Fase eliminatória |
| 2   | Suíça      | 5   | 3 | 1 | 2 | 0 | 5  | 4  | +1 | Fase eliminatória |
| 3   | Sérvia     | 3   | 3 | 1 | 0 | 2 | 2  | 4  | −2 | Eliminado         |
| 4   | Costa Rica | 1   | 3 | 0 | 1 | 2 | 2  | 5  | −3 | Eliminado         |

## Partidas

### Costa Rica vs. Sérvia
| 17 de junho   | Costa Rica | 0 – 1     | Sérvia      | Estádio de Samara, Samara                    |
| 16:00 (UTC+4) |            | Relatório | Kolarov 56' | Público: 41 432 Árbitro: SEN Malang Diedhiou |

| Costa Rica | Sérvia |

| G              | 1  | Keylor Navas       |     |     |
| Z              | 3  | Giancarlo González |     |     |
| Z              | 2  | Johnny Acosta      |     |     |
| Z              | 6  | Óscar Duarte       |     |     |
| LD             | 16 | Cristian Gamboa    |     |     |
| LE             | 15 | Francisco Calvo    | 22' |     |
| V              | 20 | David Guzmán       | 56' | 73' |
| V              | 5  | Celso Borges       |     |     |
| M              | 11 | Johan Venegas      |     | 60' |
| M              | 10 | Bryan Ruiz         |     |     |
| A              | 21 | Marco Ureña        |     | 66' |
| Substituições: |    |                    |     |     |
| M              | 7  | Christian Bolaños  |     | 60' |
| A              | 12 | Joel Campbell      |     | 66' |
| M              | 9  | Daniel Colindres   |     | 73' |
| Treinador:     |    |                    |     |     |
| Óscar Ramírez  |    |                    |     |     |

| G               | 1  | Vladimir Stojković      |       |     |
| LD              | 6  | Branislav Ivanović      | 59'   |     |
| Z               | 15 | Nikola Milenković       |       |     |
| Z               | 3  | Duško Tošić             |       |     |
| LE              | 11 | Aleksandar Kolarov      |       |     |
| M               | 21 | Nemanja Matić           |       |     |
| M               | 4  | Luka Milivojević        |       |     |
| M               | 10 | Dušan Tadić             |       | 83' |
| M               | 20 | Sergej Milinković-Savić |       |     |
| M               | 22 | Adem Ljajić             |       | 70' |
| A               | 9  | Aleksandar Mitrović     |       | 90' |
| Substituições:  |    |                         |       |     |
| M               | 17 | Filip Kostić            |       | 70' |
| LD              | 2  | Antonio Rukavina        |       | 83' |
| A               | 8  | Aleksandar Prijović     | 90+8' | 90' |
| Manager:        |    |                         |       |     |
| Mladen Krstajić |    |                         |       |     |

| Homem do Jogo: Aleksandar Kolarov Bandeirinhas: Djibril Camara El Hadji Samba Quarto árbitro: Bamlak Tessema Weyesa Quinto árbitro: Tikhon Kalugin Árbitro assistente de vídeo: Clément Turpin Árbitros assistentes de árbitro de vídeo: Paweł Gil Cyril Gringore Artur Soares Dias |

### Brasil vs. Suíça
| 17 de junho   | Brasil       | 1 – 1     | Suíça     | Arena Rostov, Rostóvia do Dom            |
| 21:00 (UTC+3) | Coutinho 20' | Relatório | Zuber 50' | Público: 43 109 Árbitro: MEX César Ramos |

| Brasil | Suíça |

| G              | 1  | Alisson           |     |     |
| LD             | 14 | Danilo            |     |     |
| Z              | 2  | Thiago Silva      |     |     |
| Z              | 3  | Miranda           |     |     |
| LE             | 12 | Marcelo           |     |     |
| V              | 5  | Casemiro          | 47' | 60' |
| V              | 15 | Paulinho          |     | 67' |
| M              | 19 | Willian           |     |     |
| M              | 11 | Philippe Coutinho |     |     |
| M              | 10 | Neymar            |     |     |
| A              | 9  | Gabriel Jesus     |     | 79' |
| Substituições: |    |                   |     |     |
| M              | 17 | Fernandinho       |     | 60' |
| M              | 8  | Renato Augusto    |     | 67' |
| M              | 20 | Roberto Firmino   |     | 79' |
| Treinador:     |    |                   |     |     |
| Tite           |    |                   |     |     |

| G                 | 1  | Yann Sommer          |     |     |
| LD                | 2  | Stephan Lichtsteiner | 31' | 87' |
| Z                 | 22 | Fabian Schär         | 65' |     |
| Z                 | 5  | Manuel Akanji        |     |     |
| LE                | 13 | Ricardo Rodríguez    |     |     |
| V                 | 11 | Valon Behrami        | 68' | 71' |
| V                 | 10 | Granit Xhaka         |     |     |
| M                 | 23 | Xherdan Shaqiri      |     |     |
| M                 | 15 | Blerim Džemaili      |     |     |
| M                 | 14 | Steven Zuber         |     |     |
| A                 | 9  | Haris Seferović      |     | 80' |
| Substituições:    |    |                      |     |     |
| M                 | 17 | Denis Zakaria        |     | 71' |
| A                 | 7  | Breel Embolo         |     | 80' |
| Z                 | 6  | Michael Lang         |     | 87' |
| Treinador:        |    |                      |     |     |
| Vladimir Petković |    |                      |     |     |

| Homem do jogo: Philippe Coutinho Bandeirinhas: Marvin Torrentera Miguel Hernández Quarto árbitro: John Pitti Quinto árbitro: Gabriel Victoria Árbitro assistente de vídeo: Paolo Valeri Árbitros assistentes de árbitro de vídeo: Mauro Vigliano Elenito Di Liberatore Gianluca Rocchi |

### Brasil vs. Costa Rica
| 22 de junho   | Brasil                        | 2 – 0     | Costa Rica | Estádio Krestovsky, São Petersburgo        |
| 15:00 (UTC+3) | Coutinho 90+1' · Neymar 90+7' | Relatório |            | Público: 64 468 Árbitro: NED Björn Kuipers |

| Brasil | Costa Rica |

| G              | 1  | Alisson           |     |       |
| LD             | 22 | Fagner            |     |       |
| Z              | 2  | Thiago Silva      |     |       |
| Z              | 3  | Miranda           |     |       |
| LE             | 12 | Marcelo           |     |       |
| V              | 5  | Casemiro          |     |       |
| V              | 15 | Paulinho          |     | 68'   |
| M              | 19 | Willian           |     | 46'   |
| M              | 11 | Philippe Coutinho | 81' |       |
| M              | 10 | Neymar            | 81' |       |
| A              | 9  | Gabriel Jesus     |     | 90+3' |
| Substituições: |    |                   |     |       |
| A              | 7  | Douglas Costa     |     | 46'   |
| A              | 20 | Roberto Firmino   |     | 68'   |
| V              | 17 | Fernandinho       |     | 90+3' |
| Treinador:     |    |                   |     |       |
| Tite           |    |                   |     |       |

| G              | 1  | Keylor Navas       |     |     |
| Z              | 2  | Johnny Acosta      | 84' |     |
| Z              | 3  | Giancarlo González |     |     |
| Z              | 6  | Óscar Duarte       |     |     |
| LD             | 16 | Cristian Gamboa    |     | 75' |
| LE             | 8  | Bryan Oviedo       |     |     |
| M              | 20 | David Guzmán       |     | 83' |
| M              | 5  | Celso Borges       |     |     |
| M              | 11 | Johan Venegas      |     |     |
| M              | 10 | Bryan Ruiz         |     |     |
| A              | 21 | Marco Ureña        |     | 54' |
| Substituições: |    |                    |     |     |
| M              | 7  | Christian Bolaños  |     | 54' |
| Z              | 15 | Francisco Calvo    |     | 75' |
| V              | 17 | Yeltsin Tejeda     |     | 83' |
| Treinador:     |    |                    |     |     |
| Óscar Ramírez  |    |                    |     |     |

| Homem do Jogo: Philippe Coutinho Bandeirinhas: Sander van Roekel Erwin Zeinstra Quarto árbitro: Damir Skomina Quinto árbitro: Jure Praprotnik Árbitro assistente de vídeo: Danny Makkelie Árbitros assistentes de árbitro de vídeo: Artur Soares Dias Joe Fletcher Mark Geiger |

### Sérvia vs. Suíça
| 22 de junho   | Sérvia      | 1 – 2     | Suíça                   | Estádio de Kaliningrado, Kaliningrado    |
| 20:00 (UTC+2) | Mitrović 5' | Relatório | Xhaka 52' · Shaqiri 90' | Público: 33 167 Árbitro: GER Felix Brych |

| Sérvia | Suíça |

| G               | 1  | Vladimir Stojković      |       |     |
| LD              | 6  | Branislav Ivanović      |       |     |
| Z               | 15 | Nikola Milenković       |       |     |
| Z               | 3  | Duško Tošić             |       |     |
| LE              | 11 | Aleksandar Kolarov      |       |     |
| V               | 21 | Nemanja Matić           | 45+2' |     |
| V               | 4  | Luka Milivojević        | 39'   | 81' |
| M               | 10 | Dušan Tadić             |       |     |
| M               | 20 | Sergej Milinković-Savić | 34'   |     |
| M               | 17 | Filip Kostić            |       | 64' |
| A               | 9  | Aleksandar Mitrović     | 87'   |     |
| Substituições:  |    |                         |       |     |
| M               | 22 | Adem Ljajić             |       | 64' |
| A               | 18 | Nemanja Radonjić        |       | 81' |
| Treinador:      |    |                         |       |     |
| Mladen Krstajić |    |                         |       |     |

| G                 | 1  | Yann Sommer          |       |       |
| LD                | 2  | Stephan Lichtsteiner |       |       |
| Z                 | 22 | Fabian Schär         |       |       |
| Z                 | 5  | Manuel Akanji        |       |       |
| LE                | 13 | Ricardo Rodríguez    |       |       |
| V                 | 11 | Valon Behrami        |       |       |
| V                 | 10 | Granit Xhaka         |       |       |
| M                 | 23 | Xherdan Shaqiri      | 90+2' |       |
| M                 | 15 | Blerim Džemaili      |       | 73'   |
| M                 | 14 | Steven Zuber         |       | 90+4' |
| A                 | 9  | Haris Seferović      |       | 46'   |
| Substituições:    |    |                      |       |       |
| A                 | 18 | Mario Gavranović     |       | 46'   |
| A                 | 7  | Breel Embolo         |       | 73'   |
| A                 | 19 | Josip Drmić          |       | 90+4' |
| Treinador:        |    |                      |       |       |
| Vladimir Petković |    |                      |       |       |

| Homem do Jogo: Xherdan Shaqiri Bandeirinhas: Mark Borsch Stefan Lupp Quarto árbitro: Nawaf Shukralla Quinto árbitro: Yaser Tulefat Árbitro assistente de vídeo: Felix Zwayer Árbitros assistentes de árbitro de vídeo: Bastian Dankert Carlos Astroza Clément Turpin |

### Sérvia vs. Brasil
| 27 de junho   | Sérvia | 0 – 2     | Brasil                          | Arena Otkrytie, Moscou                       |
| 21:00 (UTC+3) |        | Relatório | Paulinho 36' · Thiago Silva 68' | Público: 44 190 Árbitro: IRN Alireza Faghani |

| Sérvia | Brasil |

| G               | 1  | Vladimir Stojković      |     |     |
| LD              | 2  | Antonio Rukavina        |     |     |
| Z               | 15 | Nikola Milenković       |     |     |
| Z               | 13 | Miloš Veljković         |     |     |
| LE              | 11 | Aleksandar Kolarov      |     |     |
| V               | 21 | Nemanja Matić           | 48' |     |
| V               | 20 | Sergej Milinković-Savić |     |     |
| M               | 10 | Dušan Tadić             |     |     |
| M               | 22 | Adem Ljajić             | 33' | 75' |
| M               | 17 | Filip Kostić            |     | 82' |
| A               | 9  | Aleksandar Mitrović     | 70' | 89' |
| Substituições:  |    |                         |     |     |
| MF              | 7  | Andrija Živković        |     | 75' |
| FW              | 18 | Nemanja Radonjić        |     | 82' |
| FW              | 19 | Luka Jović              |     | 89' |
| Treinador:      |    |                         |     |     |
| Mladen Krstajić |    |                         |     |     |

| G              | 1  | Alisson           |  |     |
| LD             | 22 | Fagner            |  |     |
| Z              | 2  | Thiago Silva      |  |     |
| Z              | 3  | Miranda           |  |     |
| LE             | 12 | Marcelo           |  | 10' |
| V              | 15 | Paulinho          |  | 66' |
| V              | 5  | Casemiro          |  |     |
| M              | 19 | Willian           |  |     |
| M              | 11 | Philippe Coutinho |  | 80' |
| M              | 10 | Neymar            |  |     |
| A              | 9  | Gabriel Jesus     |  |     |
| Substituições: |    |                   |  |     |
| Z              | 6  | Filipe Luís       |  | 10' |
| M              | 17 | Fernandinho       |  | 66' |
| M              | 8  | Renato Augusto    |  | 80' |
| Treinador:     |    |                   |  |     |
| Tite           |    |                   |  |     |

| Homem do Jogo: Paulinho Bandeirinhas: Reza Sokhandan Mohammadreza Mansouri Quarto árbitro: Nawaf Shukralla Quinto árbitro: Anouar Hmila Árbitro assistente de vídeo: Massimiliano Irrati Árbitros assistentes de árbitro de vídeo: Paweł Gil Pawel Sokolnicki Paolo Valeri |

### Suíça vs. Costa Rica
| 27 de junho   | Suíça                    | 2 – 2     | Costa Rica                       | Estádio de Níjni Novgorod, Nijni Novgorod   |
| 21:00 (UTC+3) | Džemaili 31' · Drmić 88' | Relatório | Waston 56' · Sommer 90+3' (g.c.) | Público: 43 319 Árbitro: FRA Clément Turpin |

| Suíça | Costa Rica |

| G                 | 1  | Yann Sommer          |     |     |
| LD                | 2  | Stephan Lichtsteiner | 37' |     |
| Z                 | 22 | Fabian Schär         | 83' |     |
| Z                 | 5  | Manuel Akanji        |     |     |
| LE                | 13 | Ricardo Rodríguez    |     |     |
| V                 | 11 | Valon Behrami        |     | 60' |
| V                 | 10 | Granit Xhaka         |     |     |
| M                 | 23 | Xherdan Shaqiri      |     | 81' |
| M                 | 15 | Blerim Džemaili      |     |     |
| M                 | 7  | Breel Embolo         |     |     |
| A                 | 18 | Mario Gavranović     |     | 69' |
| Substitutions:    |    |                      |     |     |
| M                 | 17 | Denis Zakaria        | 75' | 60' |
| M                 | 19 | Josip Drmić          |     | 69' |
| Z                 | 6  | Michael Lang         |     | 81' |
| Manager:          |    |                      |     |     |
| Vladimir Petković |    |                      |     |     |

| G              | 1  | Keylor Navas       |     |       |
| Z              | 3  | Giancarlo González |     |       |
| Z              | 2  | Johnny Acosta      |     |       |
| Z              | 19 | Kendall Waston     | 89' |       |
| LD             | 16 | Cristian Gamboa    | 11' | 90+3' |
| LE             | 8  | Bryan Oviedo       |     |       |
| M              | 5  | Celso Borges       |     |       |
| M              | 20 | David Guzmán       |     | 90+1' |
| M              | 9  | Daniel Colindres   |     | 81'   |
| M              | 10 | Bryan Ruiz         |     |       |
| A              | 12 | Joel Campbell      | 29' |       |
| Substituições: |    |                    |     |       |
| M              | 13 | Rodney Wallace     |     | 81'   |
| M              | 14 | Randall Azofeifa   |     | 90+1' |
| Z              | 4  | Ian Smith          |     | 90+3' |
| Treinador:     |    |                    |     |       |
| Óscar Ramírez  |    |                    |     |       |

| Homem do Jogo: Blerim Džemaili Bandeirinhas: Nicolas Danos Cyril Gringore Quarto árbitro: Norbert Hauata Quinto árbitro: Bertrand Brial Árbitro assistente de vídeo: Felix Zwayer Árbitros assistentes de árbitro de vídeo: Bastian Dankert Mark Borsch Szymon Marciniak |

## Disciplina
Os pontos por fair play são usados como critério de desempate se duas equipes terminem empatadas em todos os demais critérios de desempate. Estes foram calculados com base nos cartões amarelos e vermelhos recebidos em todas as partidas do grupo da seguinte forma:
- primeiro cartão amarelo: menos 1 ponto;
- cartão vermelho indireto (segundo cartão amarelo): menos 3 pontos;
- cartão vermelho direto: menos 4 pontos;
- cartão amarelo e cartão vermelho direto: menos 5 pontos;

Apenas uma das deduções acima seria aplicada a um jogador em uma única partida.
| Seleção    | Jogo 1                        | Jogo 1                            | Jogo 1  | Jogo 1               | Jogo 2                        | Jogo 2                            | Jogo 2  | Jogo 2               | Jogo 3                        | Jogo 3                            | Jogo 3  | Jogo 3               | Pontos |
| Seleção    | Penalizado com cartão amarelo | Penalizado · Penalizado · Expulso | Expulso | Penalizado · Expulso | Penalizado com cartão amarelo | Penalizado · Penalizado · Expulso | Expulso | Penalizado · Expulso | Penalizado com cartão amarelo | Penalizado · Penalizado · Expulso | Expulso | Penalizado · Expulso | Pontos |
| ---------- | ----------------------------- | --------------------------------- | ------- | -------------------- | ----------------------------- | --------------------------------- | ------- | -------------------- | ----------------------------- | --------------------------------- | ------- | -------------------- | ------ |
| Brasil     | 1                             |                                   |         |                      | 2                             |                                   |         |                      |                               |                                   |         |                      | −3     |
| Costa Rica | 2                             |                                   |         |                      | 1                             |                                   |         |                      | 3                             |                                   |         |                      | −6     |
| Suíça      | 3                             |                                   |         |                      | 1                             |                                   |         |                      | 3                             |                                   |         |                      | −7     |
| Sérvia     | 2                             |                                   |         |                      | 4                             |                                   |         |                      | 3                             |                                   |         |                      | −9     |